# Target Center
Il Target Center è un'arena situata a Minneapolis, Minnesota, sponsorizzata dalla Target Corporation. Si trova vicino alla nota First Avenue e al complesso di intrattenimento noto come Block E. Inoltre, il nuovo stadio di baseball dei Minnesota Twins verrà costruito a poca distanza dal Target Center, e probabilmente condividerà il parcheggio pubblico già utilizzato dal Target Center. È la sede dei Minnesota Timberwolves di NBA e delle Minnesota Lynx di WNBA. Nel 1996 ha anche ospitato i Minnesota Fighting Pike. dell'Arena Football League.
I Timberwolves hanno originariamente costruito e posseduto l'arena nel 1990. La Città di Minneapolis ha posseduto l'arena dal 1995, anche se la gestione è stata affidata a diverse società. Successivamente, la gestione è passata nel maggio 2004 da Clear Channel Entertainment a Midwest Entertainment Group, una joint venture dei Timberwolves e Nederlander Concerts.

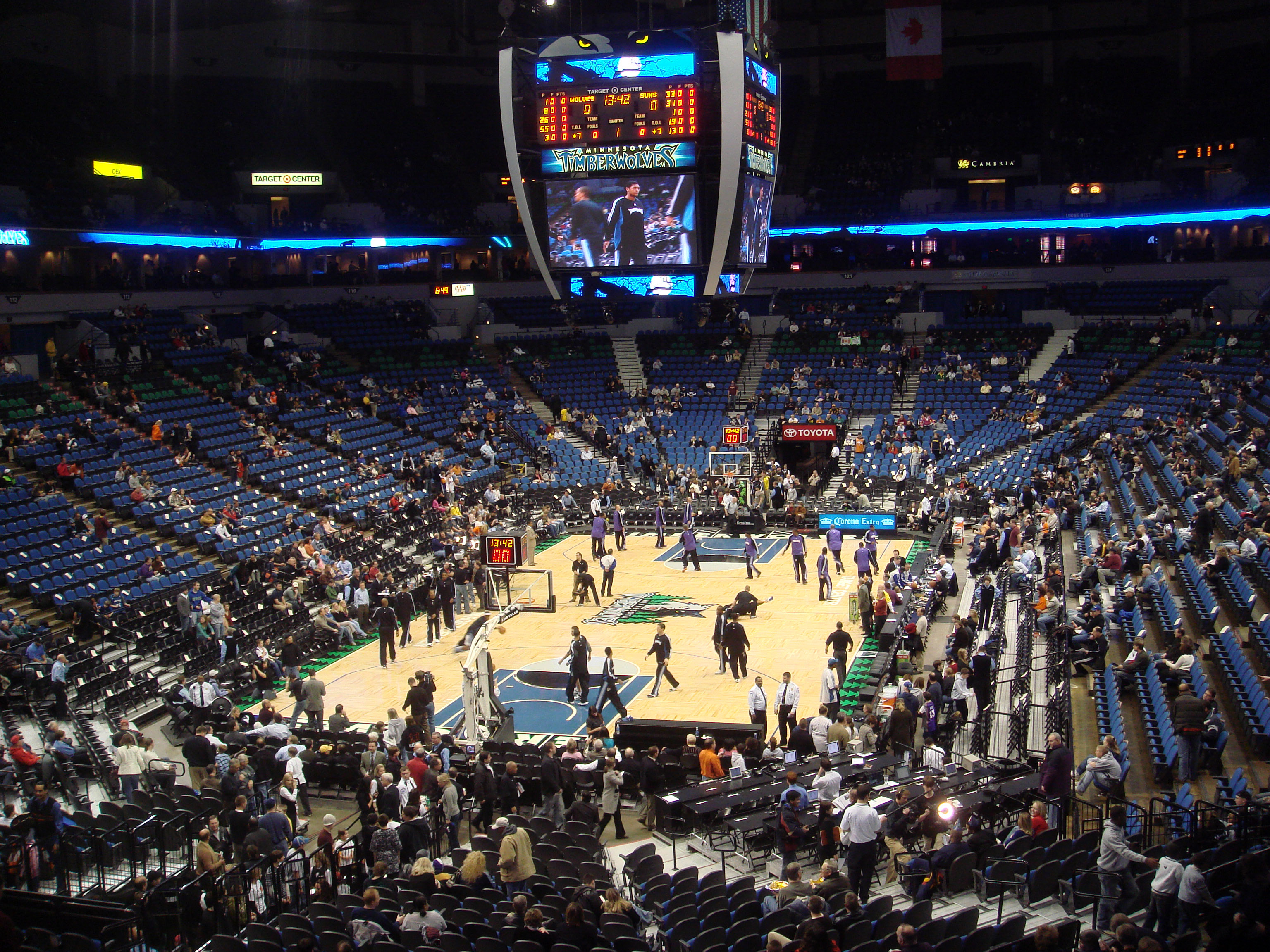
Il Target Center nel prepartita della sfida tra Minnesota Timberwolves e Phoenix Suns

Nel 2004 il Target Center ha subìto un notevole rinnovamento, che ha visto la sostituzione di tutti i 19.006 originali sedili più l'aggiunta di circa 1.500 nuovi posti e un miglioramento nell'accesso per i tifosi disabili.
L'arena ha ospitato il campionato statale di Basket Minnesota State High School maschile e femminile.
Il Target Center è una delle tre arene in NBA con pavimenti in parquet, compresi il TD Banknorth Garden di Boston, e l'Amway Arena a Orlando. Ha ospitato l'NBA All-Star Game 1994 e le NCAA Women's Final Four del 1995.

## U.S. Bank Theater
Il Target Center può essere convertito in teatro da 3.000 a 7.500 posti noto come U.S. Bank Theater. Il Teatro contiene un sipario dal pavimento al soffitto che permette all'arena di essere trasformata in base alle specifiche esigenze dello spettacolo. Oltre ai concerti, lo U.S. Bank Theater può essere utilizzato anche per spettacoli di Broadway e per la famiglia.

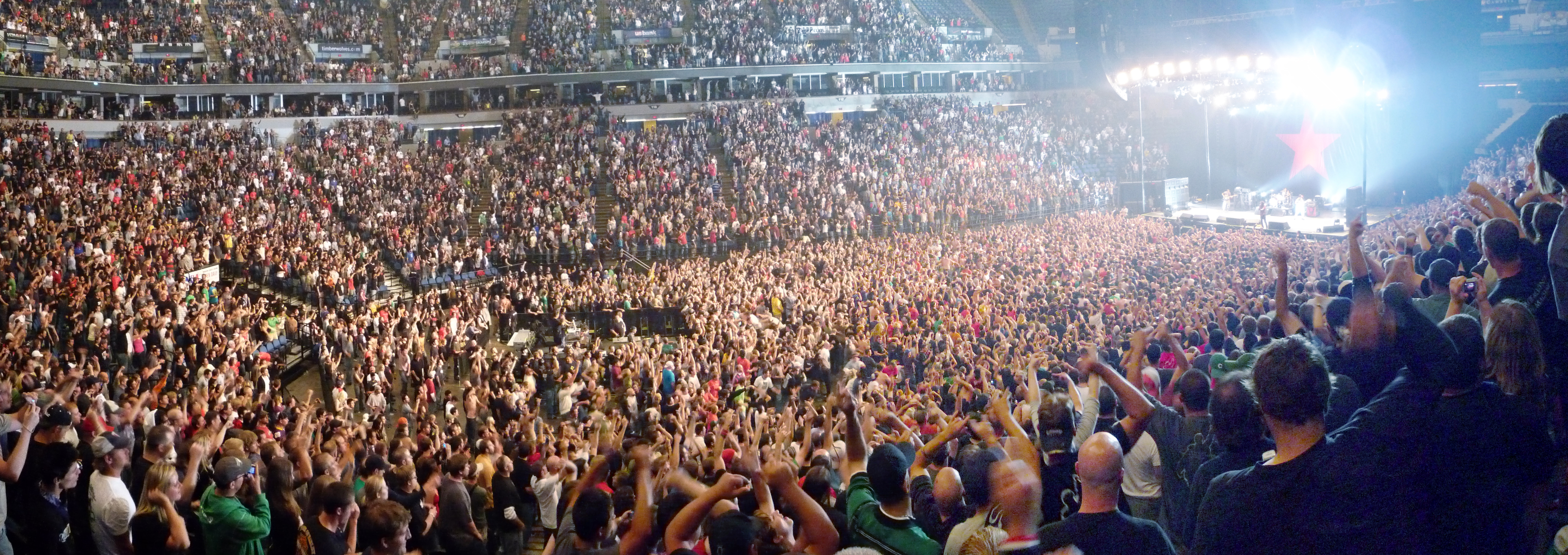
Rage Against the Machine, Target Center